# St. Martin (Bülitz)

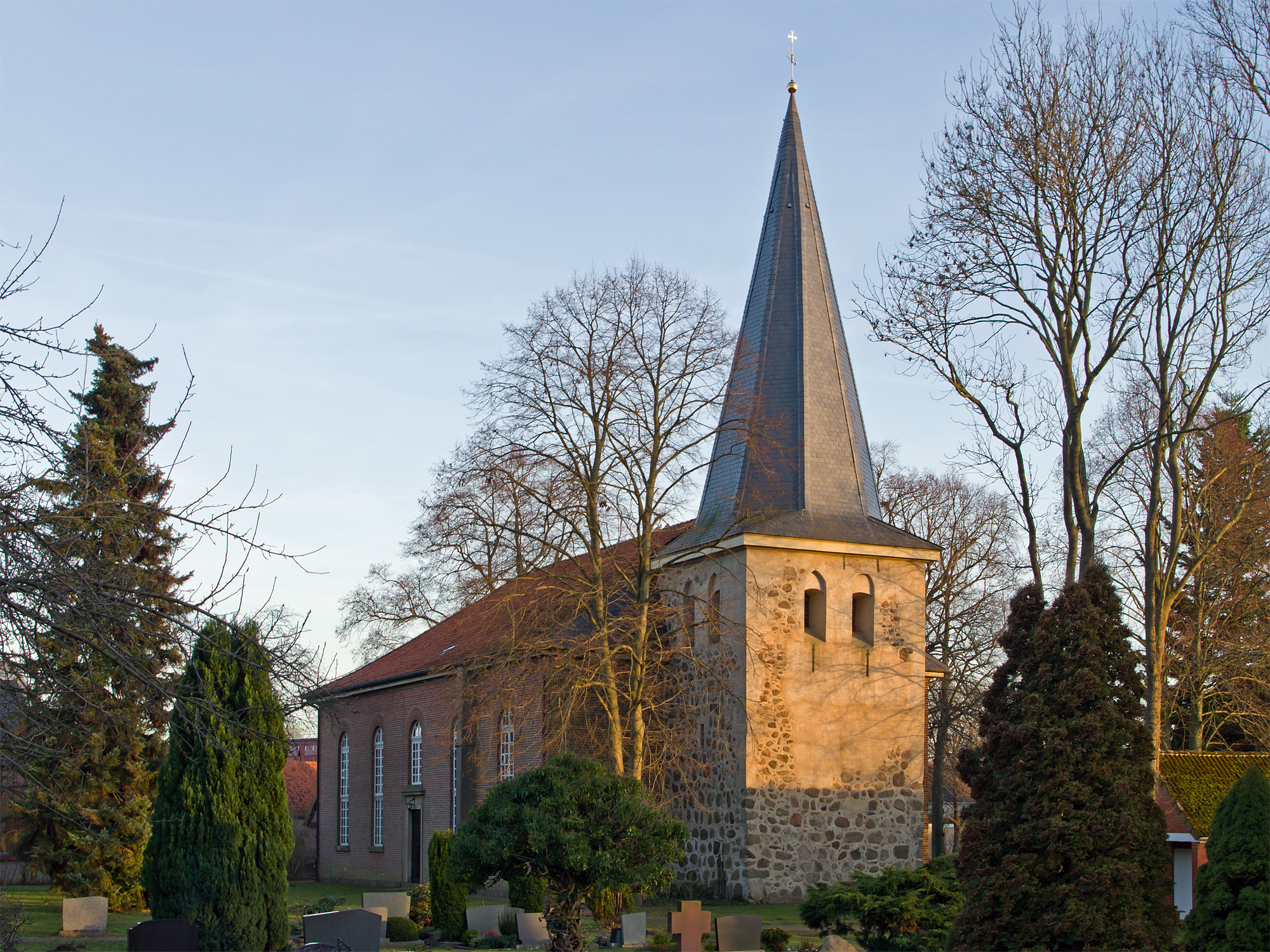
St. Martin

Die evangelisch-lutherische denkmalgeschützte Kirche St. Martin steht auf dem Kirchfriedhof von Bülitz, einem Ortsteil der Gemeinde Luckau (Wendland) im Landkreis Lüchow-Dannenberg in Niedersachsen. Die Kirchengemeinde gehört zum Kirchenkreis Lüchow-Dannenberg im Sprengel Lüneburg der Evangelisch-lutherischen Landeskirche Hannovers.

## Beschreibung
Vom spätgotischen Vorgängerbau ist der Kirchturm aus Feldsteinen erhalten geblieben. Sein Dachstuhl wurde 1456 errichtet. Hinter seinen doppelten gotischen Klangarkaden befindet sich der Glockenstuhl, in dem zwei Kirchenglocken hängen. Die ältere wurde 1913 von der Radlerschen Glockengießerei, die jüngere 1967 von der Glocken- und Kunstgießerei Rincker gegossen. Er wurde später mit einem achtseitigen Zeltdach in Schieferdeckung versehen. 
Das klassizistische, mit einem Walmdach bedeckte Kirchenschiff mit fünf Achsen aus unverputzten Backsteinen auf einem Fundament aus Feldsteinen wurde 1837 durch den Konsistorialbaumeister Ludwig Hellner erbaut. Sie wurde am 15. Dezember 1839 eingeweiht. Die rundbogigen Sprossenfenster sind hoch. 
Der Innenraum ist einheitlich spätklassizistisch gestaltet. Er ist mit einer Flachdecke überspannt. Im Westen wurde eine Empore eingebaut. Auf ihr steht die Orgel. Die erste Orgel wurde 1891 gebaut. Sie wurde 1964 im alten Prospekt von Alfred Führer erneuert. Im Osten steht ein halbrunder Kanzelaltar, der mit Pilastern gegliedert ist. 1958 wurde die Kirche mit neuer Farbgebung nach Anregungen von Ferdy Horrmeyer renoviert.